# Kelly Barnhill
Kelly Barnhill (Minneapolis, 7 dicembre 1973) è una scrittrice statunitense di libri per ragazzi.

## Biografia
Nata Kelly Regan nel 1973 a Minneapolis, vi risiede con il marito Ted Barnhill e i loro tre figli.
Laureata alla South High School nel 1996, ha proseguito gli studi alla St. Catherine University e alla Portland State University prima di svolgere diversi mestieri quali l'educatrice, la guardacaccia, l'attivista e la freelancer.
Dopo il saggio Toy Soldier pubblicato nel 2007, ha esordito nella narrativa nel 2011 con The Mostly True Story of Jack al quale hanno fatto seguito altri 4 romanzi e una raccolta di racconti per adolescenti oltre a manuali per ragazzi.
Nel 2016 The Unlicensed Magician è stato insignito del World Fantasy Award for Long Fiction e l'anno successivo La bambina della luna e delle stelle, in inglese The girl who drank the Moon,  ha ricevuto la Medaglia Newbery.

## Opere principali

### Romanzi
- The Mostly True Story of Jack (2011)
- Iron Hearted Violet (2012)
- The Witch’s Boy (2014)
- The Unlicensed Magician (2015)
- La bambina della luna e delle stelle (The Girl Who Drank the Moon, 2016), Milano, DeA, 2017 traduzione di Alessia Fortunato ISBN 978-88-511-5043-3.

### Racconti
- Dreadful Young Ladies and Other Stories (2018)

## Premi e riconoscimenti
- World Fantasy Award for Long Fiction: 2016 vincitrice con The Unlicensed Magician
- Medaglia Newbery: 2017 vincitrice con La bambina della luna e delle stelle
- Premio Locus per il miglior libro per ragazzi: 2017 finalista con La bambina della luna e delle stelle